# Miguel de Oquendo y Segura
Miguel de Oquendo y Segura, secondo la grafia basca moderna Miguel Okendo Segura (San Sebastián, 1524 – ottobre 1588), è stato un ammiraglio spagnolo di origine basca.
Nominato dal Re Filippo II Almirante general e Capitán General dell'Escuadra de Gipuzkoa, fu vicecomandante dell'Armada Española, in seno alla quale partecipò alla tragica avventura conosciuta come Invincibile Armata (Grande y Felicísima Armada). Era il padre del famoso ammiraglio Antonio de Oquendo y Zandátegui.

## Biografia
Nato a San Sebastián (provincia di Gipuzkoa), in una modesta casa sulla spiaggia di Ulia, nel 1524, figlio di Antonio de Oquendo Oyanguren e María Domínguez de Segura. A causa della povertà della sua famiglia  lavorò dapprima come pastore di pecore e poi come maestro d'ascia in un cantiere navale e all'età di quattordici anni, il 21 aprile 1538, insieme al suo amico Antonio de Martín y Arriola, entrò nella marina mercantile lasciando San Sebastián per trasferirsi a Siviglia.
Effettuò diversi viaggi a bordo di navi mercantili diretti alla Indie occidentali, e nel 1550 s'imbarcò come capitano a bordo della Santiago, di proprietà di Francisco Núñez Pérez. Nel 1562 s'imbarcò sulla nave ammiraglia della flotta spagnola, al comando del capitano Pedro de las Roelas, che effettuò la traversata verso la Nuova Spagna agli ordini dell'ammiraglio Antonio de Aguayo. Ritornato in patria l'anno successivo, con il compenso ricevuto ritornò a San Sebastián dove ricostruì la casa natale di Ulía, entrando a far parte della migliore società locale. 
Nel 1565 sposò la figlia del famoso avvocato Cristòbal de Zandategui,  María. Nel 1570 iniziò la costruzione di una propria imbarcazione da 800 tonnellate che fu venduta l'anno successivo a Siviglia con un guadagno di 9.200 ducati, realizzando subito dopo una nave ancora più grande, da 1.000 tonnellate di dislocamento, con cui avviò un florido commercio di mercanzie tra San Sebastián, Pasajes e Cadice. Nel 1575 la sua nave fu requisita dalle autorità militari e al suo comando prese parte alla spedizione di soccorso a Orano, incaricato di trasportare rifornimenti. Al termine delle operazioni militari la nave fu venduta a un altro commerciante, Pedro del Castillo.
Grazie ai grandi guadagni ottenuti nel 1577 fu eletto Alcalde della sua città natale e il 13 maggio di quello stesso anno fu nominato dal re Filippo II Capitano generale della Squadra di Gipuzkoa (Capitán General dell'Escuadra de Gipuzkoa).
Sotto gli ordini dell'ammiraglio Marchese di Santa Cruz, Capitán General de las Galeras de España, al comando della sua squadra navale prese parte alla battaglia dell'isola di Terceira (Arcipelago delle Azzorre). Durante questo combattimento, avvenuto il 25 luglio 1582, la sua nave, il galeone San Mateo costrinse la nave ammiraglia francese, il San Jean Baptiste, ad ammainare la bandiera e ad arrendersi. Nel corso del 1583 prese parte alla sbarco ed alla successiva conquista dell'isola di Terceira, effettuando egli stesso al ricognizione preliminare per la scelta della spiaggia su cui effettuare le operazioni di sbarco delle truppe, dando nel contempo il relativo supporto navale. Nel corso del 1584, per i servizi resi alla corona spagnola, Filippo II lo ricompensò con la concessione del titolo di Cavaliere dell'Ordine di Santiago.

### La spedizione dell'Invincibile Armada
Dato il continuo disturbo che le navi corsare inglesi arrecavano al commercio ed alle città costiere spagnole, a partire dal 1583 il Marchese di Santa Cruz, sottopose al re Filippo II l'idea di allestire una potente armata navale per invadere l'Inghilterra, che fu approvata. Insieme a Juan Martínez de Recalde egli divenne vicecomandante della spedizione, e preparata al meglio la squadra di Gipuzkoa nel corso del 1587, verso la fine di quello stesso anno si trasferì a Lisbona per completare l'imbarco dei soldati. Nella capitale del Portogallo la flotta fu colpita da un'epidemia di tifo esantematico, al cui scoppio egli reagì con energiche misure sanitarie. All'epoca la flotta era in pieno allestimento e a causa della malattia il Marchese di Santa Cruz morì improvvisamente il 9 febbraio 1588. In sostituzione di de Bazán, Filippo II nominò il Duca di Medina Sidonia Capitán general del mar Océano (comandante dell'Armada) e Capitán General de la costa de Andalucia.
Lui e l'ammiraglio Juan Martínez de Recalde ebbero il compito di coadiuvare il Duca di Medina Sidonia nell'impresa, in quanto quest'ultimo non era assolutamente pratico dell'arte della navigazione marittima. Il 30 maggio 1588, egli alzava la sua insegna sul galeone San Salvador, quando la flotta, composta da 138 navi a bordo sulle quali si trovavano 30.000 uomini, di cui solo 8.000 dei quali erano marinai provetti, salpò da Lisbona. La Squadra di Gipuzkoa andò incontro a numerose sventure, tanto che il 31 luglio sulla sua nave ammiraglia ci fu una potente esplosione che causò la morte di 200 membri dell'equipaggio sui 323 presenti a bordo. Trasferitosi sul galeone Santa Ana, condusse i resti della sua squadra durante la circumnavigazione dell'Inghilterra. In quel viaggio i galeoni Nuestra Senora de la Rosa e San Esteban fecero naufragio in Irlanda, il Santa Cruz riuscì a raggiungere Santander, mentre la Santa Ana, accompagnata da La Buena Ventura, Santa Bárbara, Santa Marta, e San Bernabé raggiunse il porto di Pasajes. Pochi giorni dopo la sua nave ammiraglia fu coinvolta in un grave incidente, quando un barile di polvere da sparo scoppiò a bordo causando la morte di 10 marinai e il ferimento di numerosi altri, tra cui egli stesso. A causa delle gravi ferite riportate si spense nell'ottobre 1588 a bordo della sua nave, ancorata nel porto di Pasajes.

## Discendenza
Da Maria de Zandategui Miguel ebbe sei figli:
- Antonio, anche lui divenuto un famoso ammiraglio,
- Miguel,
- Fransisco,
- Maria,
- Isabel,
- Juana.